# ジョージ・ホーマンズ
ジョージ・キャスパー・ホーマンズ（George Casper Homans, 1910年8月11日 - 1989年5月29日）は、アメリカの社会学者。

## 経歴
1928年、ハーバード大学に入学し、英米文学を専攻。以後、学部は違えど学者としての全てのキャリアをハーバードで過ごすことになる。
大学を卒業後、 一旦はジャーナリストの道へ歩もうとし、新聞社への就職が内定していたが、世界恐慌の煽りで新聞社は経営難に陥り、この内定は取り消しとなった。ちょうどその年（1932年）、科学史家ヘンダーソンの主催する、イタリアの社会学者ヴィルフレド・パレートに関するゼミが開講され、ハーバードの有名な学者（J.シュンペーター、E.メーヨー、F.レスリスバーガー、P.A.ソローキン、T.パーソンズ、R.マートンなど）が参加した。ホーマンズは、パレートの著作『一般社会学』を読んでいたことが縁となって、ヘンダーソンの私設助手としてそのゼミへの参加を許された。
その後、ハーバード大学に新しく設立されたThe Society of Fellowsのフェローとして1934年から1939年まで、同じ研究員であった哲学者のウィラード・ヴァン・オーマン・クワイン、心理学者のバラス・スキナー 、人類学者のアレンスバーグ、社会学者のウィリアム・フート・ホワイト、科学史家のトーマス・クーン、経済学者のポール・サミュエルソン、後にノーベル賞をとった優秀な物理学者たちとの交流を持った。
1939年、ソローキンの招きでハーバード大学の社会学部の助教授になったが、第二次世界大戦の戦火が広がる中、ホーマンズも1941年に召集され、海軍少佐として戦線に出ることになり、一旦大学を去った。
第二次大戦が終わった1945年、ハーバード大学に新たに創設された社会関係学部に準教授として招聘。ここでの主要な成果が、ホーマンズの代表作であり小集団論の古典といわれる『ヒューマン・グループ』（The Human Group, 1950年）や交換理論の原典となった『社会行動』（Social Behavior, 1961年）などである。
また、1963年～1964年にはアメリカ社会学会の会長に選ばれた。会長就任の際の講演「人間を取り戻せ」は、当時アメリカ社会学の中心であった機能＝構造主義を正面切って批判し、学会に大きな影響を与えた。
1970年、ハーバード大学で社会学部が社会関係学部から分離した際、その学部長を務めた（1975年まで）。1980年には名誉教授となった。1984年に自叙伝『正気に帰る』（Coming to My Senses, 1984年）が刊行され、1987年には論文集『確信と疑念』（Certainties and Doubts, 1987年）が出版された。
文学（詩人）を志したことのあるホーマンズは1988年、若い頃から作って温めてきた詩を集め、詩集『ウィッチ・ヘーゼル』（The Witch Hazel, 1988年）を出版した。そして1989年、その詩集が絶筆となった。79歳没。

## 著作・論文

### 単著
- Mass Persuasion: the Social Psychology of a War Bond Drive, (Harper, 1946).
- English Villagers of the Thirteenth Century  (1941)
- The Human Group (1950)（馬場明男, 早川浩一共訳『ヒューマン・グループ』誠信書房, 1959年）
- "Social Behavior as Exchange." American Journal of Sociology  63:597-606. (1958)
- Social Behavior: Its Elementary Forms (1961, rev. ed. 1974)橋本茂訳『社会行動 : その基本形態』誠信書房, 1978年）
- The nature of social science (Brace &World, 1967)（橋本茂訳『社会科学の性質 』誠信書房, 1981年）
- Coming to My Senses: The Autobiography of a Sociologist (1984)　……自伝
- Certainties and Doubts (1987)……詩集、遺作